# 吉拉爾多特市 (科赫德斯州)

吉拉爾多特市（西班牙語：Municipio Girardot），是委內瑞拉的一個市，位於該國西部科赫德斯州，首府設於埃爾包爾，面積3,468平方公里，2007年人口11,579，人口密度為每平方公里3.3人。